# JR北海道の車両形式
JR北海道の車両形式（ジェイアールほっかいどうのしゃりょうけいしき）は、北海道旅客鉄道に在籍する、あるいは在籍した鉄道車両の一覧である。

## 概要
北海道の冬季における厳しい自然環境に対応するため、日本国有鉄道（国鉄）時代から独自の改造や専用形式の導入などが行われており、視認性確保のため多灯とされた前照灯、二重窓や固定窓の採用、客室のデッキあるいはエアーカーテンの設置、などの特徴がある。また、JR旅客6社で唯一直流型電車を所有したことがない。

### 耐寒・雪氷対策

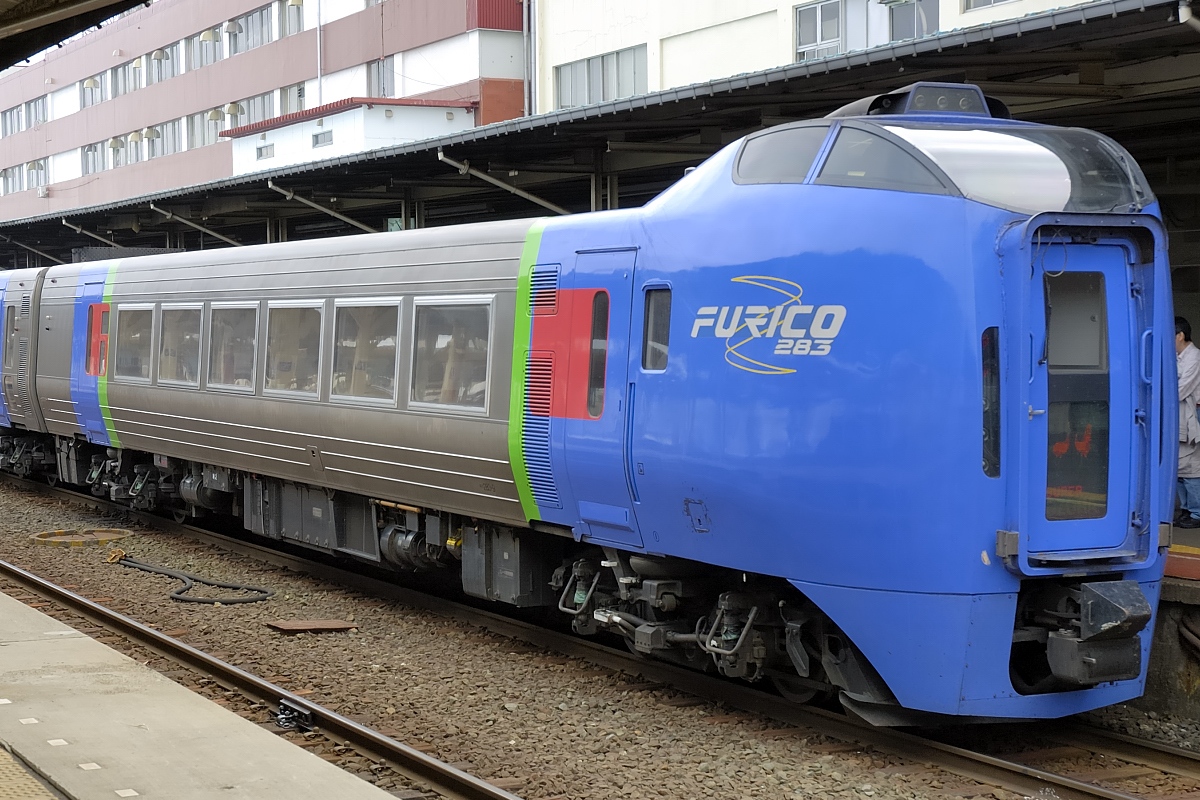
キハ283形0番台（キハ283系気動車）。登場後にすべての側面窓をポリカーボネート板で覆う改造工事がなされた。

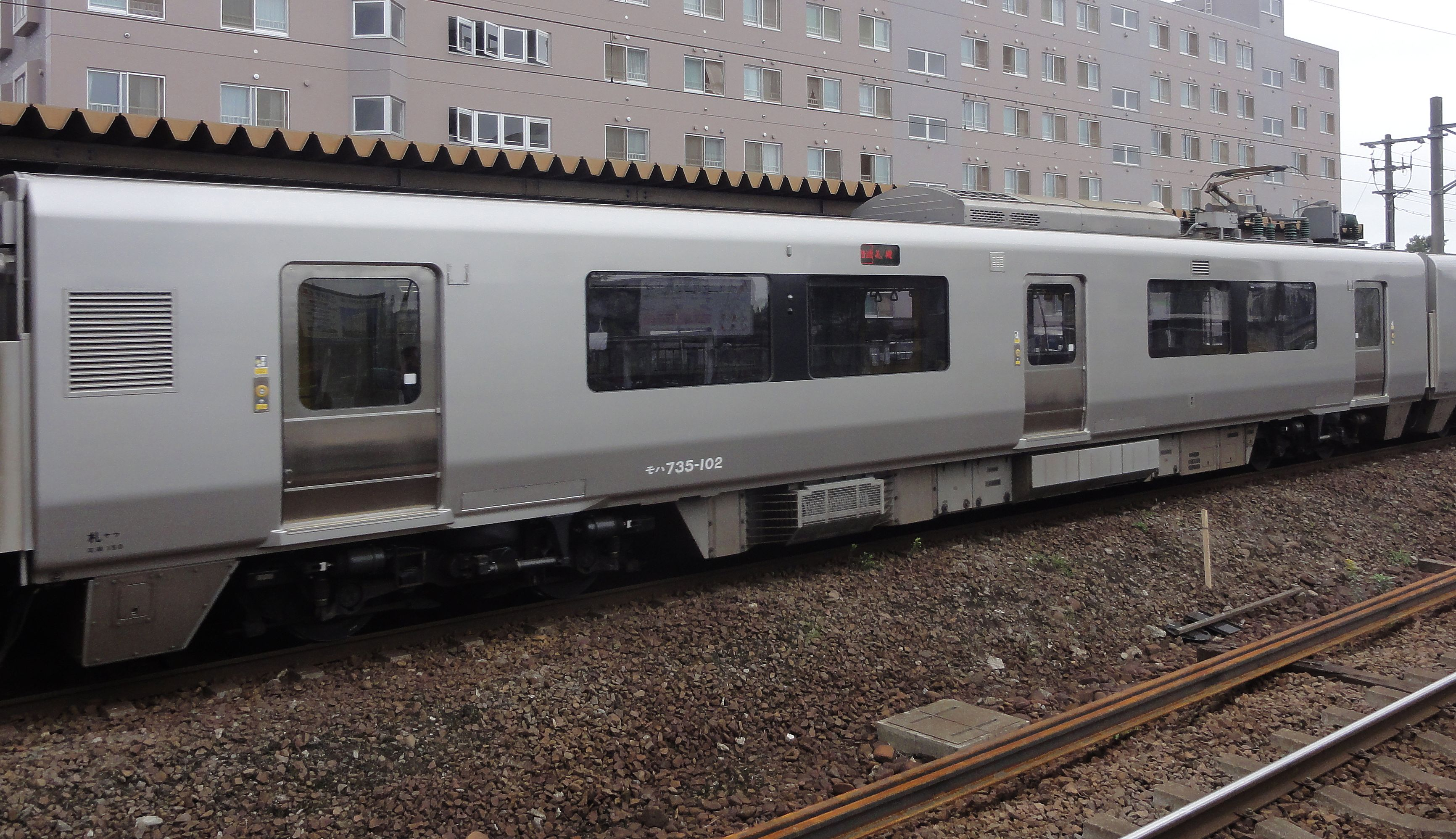
モハ735形（735系電車）。 混雑に対応するため、広幅とされながらも、片開き扉を採用する。 床下は機器カバーを装備する。写真左の車体側面にあるルーバーは車内の雪切室につながる外気採入口。

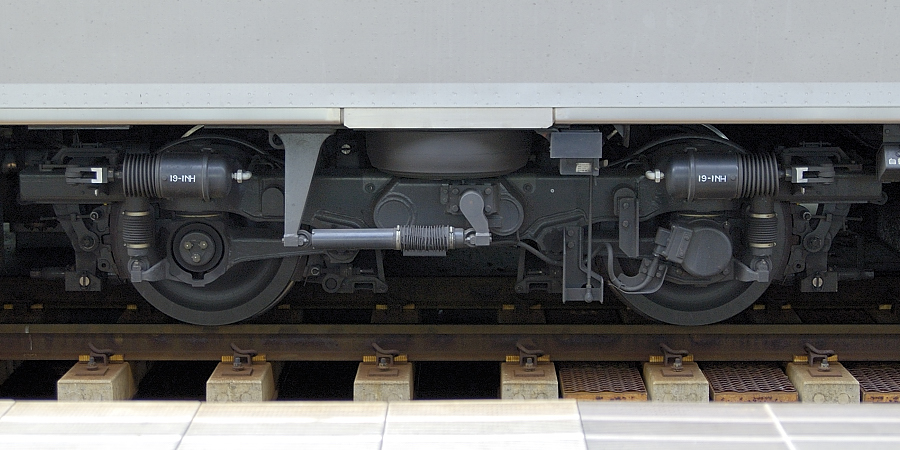
キハ261系1000番台のN-DT261A台車。踏面両抱き式のブレーキ装置を採用し、制輪子も合金鋳鉄制輪子である。

耐寒性能については、2017年（平成29年）時点で、新規に設計する在来線車両については以下の通り車両・機器の設計仕様を定めている。
- 動作保証温度（確実に動作する温度範囲）：-35 〜 +40℃
- 性能保証温度（フル性能を発揮できる温度範囲）：-20 〜 +40℃

また、以下の対策がなされている。
窓へのポリカーボネート使用
従来から走行中の列車に付着した氷塊がトンネル内で落下し、バラストを跳ね上げたことにより、窓ガラスに当たるなどする現象が発生していたが、1999年（平成11年）12月に、走行中の特急列車に付着した氷塊がトンネル内で落下し、跳ね上げたバラストがトンネル側壁と車体でバウンドし、窓ガラスを破損、乗客が負傷する事故が発生した。これはJR化後の列車高速化も一因と考えられており、これを受け、110 km/h 以上で走行する車両については客室側窓のガラスを厚さ8 mm のポリカーボネート板で覆っている。この処置はその後新規に開発された車両についても同様であり、2006年開発のキハ261系1000番台以降の車両では、ポリカーボネートと強化ガラスの複層ユニット窓が採用されている。
この窓は通常の強化ガラスのおよそ200倍の強度を持つ上に、断熱性の高さによる結露の防止効果も期待されている。
一方で細かい擦傷がつきやすく、そこに洗車時の水分に含まれるミネラル分が侵入しうろこ状の汚れが発生する欠点がある。これは専用の薬剤で除去できるものの、これによりポリカーボネート表面のコーティングが傷み、最終的に窓全体が白く曇ってしまうため、おおむね10 - 16年で窓自体を交換している。
また、その他の窓も視認性に関わる運転席前面窓を除いてポリカーボネートが採用されており、採用後は類似の破損事故はほぼ皆無となっている。
しかし、2020年（令和2年）に営業投入されたH100形気動車（量産車）ではコストダウンなどを目的に通常の複層ガラス窓が用いられるなど、一部では回帰が見られる。
ドア構造
冬季には、戸袋内へ雪が侵入・凍結し、開閉不良が発生する懸念がある他、デッキ・客室内への雪の吹込みも問題となる。
このため、そもそもの不具合の原因となる戸袋の数を極力減らす観点から、現在定期運用を行う車両は通勤・近郊型に至るまで、片開きの引き戸（一部特急車は外開きプラグドア）が採用されている。731系電車・キハ201系気動車（1996年）以降の札幌圏向け通勤形形式では札幌圏のラッシュに対応すべく1,150 mmの大開口片開扉が採用された。
雪の戸袋内・客室への侵入対策としては、キハ261系気動車以降の特急型車両では気密性が重要視される新幹線車両で見られるように、ドアをシリンダーで車内側から外側へ押し付け密着させている。開閉が多くこうした対応が困難な通勤・近郊型車両では、車内外の温度差でドアが変形しても車体側と干渉しないよう余裕を持った作りとしたうえで、隙間を埋めるゴムの重なり代を多く取る対策をとっている。また、車種を問わず、ドア下部の溶雪用ヒーターの設置により着雪を防止している。
電車の床下機器カバー・台車・主電動機冷却の工夫
前述の着雪の落下予防や、入区時の融雪作業の省力化のため、床下機器への着雪を防止する必要があった。このため785系500番台（2002年）以降の電車については、床下機器カバーを採用し、床下機器の底面を極力そろえ、機器箱間も塞いでいる。なお、気動車については熱源があることから床下機器カバーは採用されていない。
また、電車・電気式気動車の主電動機の冷却については雪の影響を受けないよう配慮がなされている。初の専用電車形式であった711系（1968年）以来、車体側面のルーバーから取り込んだ外気から雪切り室によって雪を分離したものを冷却風として送風する強制風冷式が採用されていたが、733系3000番台（2014年）以降の車両については全閉自己通風式主電動機を採用することで、雪切り室を廃止している。このほか、動力伝達装置にもカバーを配置している。
ブレーキ装置
湿潤時等の摩擦係数が安定している鋳鉄制輪子を採用しており、苗穂工場開発・製造（製造はその後グループ会社の札幌工営に委託）の合金鋳鉄制輪子としている。また、高速車両については踏面両抱き式として高速域からのブレーキ力を確保している。
また、制動時の発熱で、制輪子と車輪の間に介在した雪が溶け、長時間停車時に凍結し固着することで、ブレーキの不緩解が発生することがあるが、この対策として、H100形気動車（2017年）以降、留置中に一部の軸のブレーキを緩解して凍結を防止する機能が設けられている。

## 現在の所属車両

### 新幹線電車
- H5系

### 蒸気機関車
- C11形 - 171号機・207号機（東武鉄道貸出[注 2]）

### ディーゼル機関車
- 液体式
  - DE10形
  - DE15形

### 電車
- 特急形
  - 交流用
    - 785系
    - 789系
- 近郊形
  - 交流用
    - 721系
- 通勤形
  - 交流用
    - 731系
    - 733系
    - 735系
    - 737系

### 気動車
- 特急形
  - 液体式
    - キハ261系
    - キハ283系
- 一般形
  - 液体式
    - キハ40系
    - キハ54形
    - キハ141系
    - キハ150形

  - 電気式
    - H100形
- 通勤形
  - 液体式
    - キハ201系
- 事業用
  - 液体式
    - キヤ291形（除雪用）

### 客車
- 旧型営業用
  - スハシ44形
- 特急形
  - 14系
- その他営業用
  - 510系
- 事業用
  - マヤ35形（高速軌道検測車）

## 過去の所属車両

### 蒸気機関車
- C62形 - 3号機

### 電気機関車
- ED75形（改造用種車）
- ED76形
- ED79形

### ディーゼル機関車
- 機械式
  - DBR600形（除雪用）
- 液体式
  - DD14形（除雪用）
  - DD16形
  - DD51形

### 電車
- 特急形
  - 交直両用
    - 485系（改造用種車）
    - 583系（改造用種車）

  - 交流用
    - 781系
- 近郊形
  - 交流用
    - 711系

### 気動車
- 特急形
  - 液体式
    - キハ80系
    - キハ183系
    - キハ281系

  - ハイブリッド
    - キハ285系（試作車のみ）
- 急行形
  - 液体式
    - キハ56系
    - キハ400系
- 一般形
  - 液体式
    - キハ22形
    - キハ45系
    - キハ130形
    - キハ160形

  - ハイブリッド
    - キハ160形
- デュアル・モード・ビークル
  - DMV形

### 客車
- 旧型営業用
  - オハ47形
  - スハフ44形
  - オハフ33形
  - オハシ47形
  - スハフ42形
- 旧型事業用
  - オヤ31形（建築限界検測車）
- 特急形
  - 24系
- 一般形
  - 50系
- その他営業用
  - ハテ8000形
  - ナハ29000形
- 事業用
  - マヤ34形（高速軌道検測車）

### 貨車
- 有蓋車
  - ワキ5000形（救援車代用）
  - ワキ10000形（カートレイン用）
  - ワム80000形
- 無蓋車
  - トラ70000形（トロッコ列車用）
- タンク車
  - タキ9900形（散水用）
  - タキ42750形（散水用）
- 操重車
  - ソ80形
- 長物車
  - チ1000形（入換用）
  - チ50000形（レール輸送用）
  - チラ50000形（レール輸送用）
  - チキ5200形（レール輸送用）
  - チキ5500形（レール輸送用）
  - チキ6000形（レール輸送用）
  - チキ7000形（レール輸送用）
- ホッパ車
  - ホキ800形（バラスト輸送用）
- 検重車
  - ケ10形
- 控車
  - ヒ500形
  - ヒ600形
- 除雪車
  - キ100形
  - キ700形
- 車掌車
  - ヨ3500形
  - ヨ8000形